# 埃特罗谢
埃特罗谢（法語：Étrochey，法語發音：[etʁɔʃɛ]）是法国科多尔省的一个市镇，属于蒙巴尔区。

## 地理
埃特罗谢（47°53'30"N, 4°31'31"E）面积3.21 平方千米，位于法国勃艮第-弗朗什-孔泰大區科多尔省，该省份为法国中东部省份，北起奥布省，西接涅夫勒省和约讷省，南至索恩-卢瓦尔省，东南接汝拉省，东临上索恩省，东北部与上马恩省接壤。
与埃特罗谢接壤的市镇（或旧市镇、城区）包括：波蒂耶尔、塞纳河畔圣科隆布、维村、布伊、塞里伊、蒙利奥和库尔塞勒。

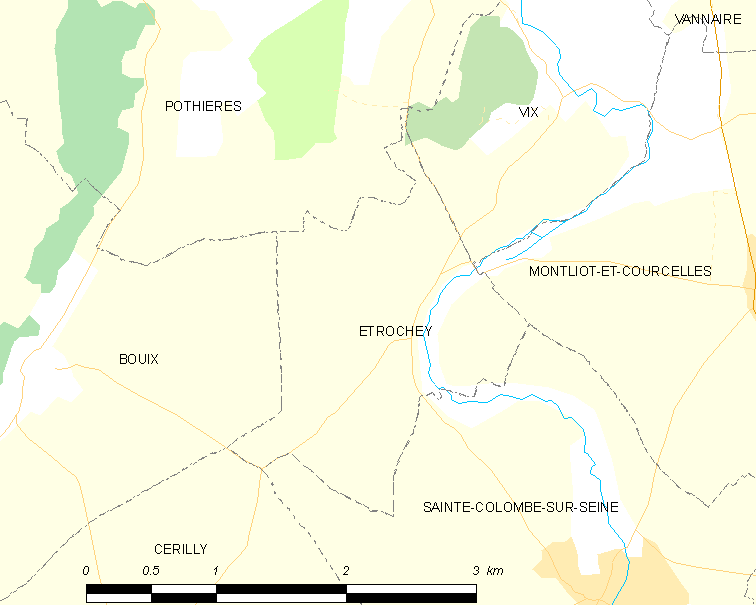
埃特罗谢的OSM定位图

埃特罗谢的时区为UTC+01:00、UTC+02:00（夏令时）。

## 行政
埃特罗谢的邮政编码为21400，INSEE市镇编码为21258。

## 政治
埃特罗谢所属的省级选区为塞纳河畔沙蒂永县。

## 人口

1962-2008年间埃特罗谢人口变化图示

埃特罗谢于2022年1月1日时的人口数量为207人。